# Philippinoeuops viridifuscus
Philippinoeuops viridifuscus es una especie de coleóptero de la familia Attelabidae.

## Distribución geográfica
Habita en Filipinas.